# Fundația Anticorupție
Fundația Anticorupție (rusă: Фонд борьбы с коррупцией Fond Borby s Korruptsiyey, abbr. ФБК, FBK, literalmente Fundația pentru Combaterea Corupției) a fost o organizație nonprofit din Rusia cu sediu la Moscova fondată în 2011 de către activistul și politicianul Aleksei Navalnîi. Obiectivul principal este să investigheze și să expună cazurile de corupție printre oficialii de rang înalt ai Guvernului rus, și a acuzat guvernul că a ripostat împotriva sa și a membrilor săi de mai multe ori pentru investigațiile sale. Organizația este susținută din donații private. Printre alte activități, fundația publică filme pe YouTube despre corupția oficialilor ruși, precum Chaika și He Is Not Dimon for You. În prezent, organizația este în lichidare, după ce a fost ordonată de o instanță rusă să plătească 29,2 milioane de ruble către o companie pentru „profituri pierdute și daune reputației” în urma unei investigații privind otrăvirea alimentară în masă a școlilor din Moscova. În același timp, brandul Fundației Anticorupție a fost păstrat.
La 9 iunie 2021, FBK a fost desemnată ca organizație extremistă și lichidată de Tribunalul orașului Moscova.

## Misiune și creație
Fundația Anticorupție efectuează investigații asupra corupției de către autoritățile ruse. Ei iau măsuri pentru a preveni furtul banilor bugetari. De asemenea, FBK îi ajută pe oameni să se asigure că autoritățile funcționează corect pentru a asigura condiții normale în domeniul utilităților, transporturilor, drumurilor, alegerilor etc.
Directorul executiv al FBK, Vladimir Ashurkov, a formulat strategia fondului ca presiune asupra autorităților pentru a le împinge spre reforme interne, lucrând în două direcții: organizarea situațiilor în care structurile guvernamentale vor simți presiune și crearea unei alternative reale la actualul sistem de putere.
Fundația a fost înregistrată la 9 septembrie 2011. Potrivit lui Vladimir Ashurkov, fondatorii fondului au acumulat experiență în strângerea de fonduri publice și transparentă prin organizarea finanțării pentru proiectul RosPil. O sumă semnificativă a fost colectată prin intermediul sistemului de plăți Yandex.Money, care a oferit sprijin financiar pentru proiect timp de un an. În paralel, fondatorii fondului lucrează la ideea de a implica în mod permanent avocați profesioniști și economiști în căutarea și suprimarea schemelor de corupție în sistemul de achiziții publice. Baza contractuală va permite obținerea unor garanții, spre deosebire de schema de lucru cu voluntarii.

## Investigații notabile

### 2013
- Investigația asupra lui Vyacheslav Volodin, Sergey Neverov și a altor membrii ai Partidului Rusia Unită[7]
- Investigația lui Vladimir Yakunin, fostul RZD[8]
- Investigația lui Vladimir Pekhtin, deputat[9]
- Investigația lui Sergey Sobyanin, primarul Moscovei[10]
- Investigația lui Viacheslav Fetisov, membru al Consiliului Federației (Rusia), fost jucător de hochei pe gheață[11]

### 2014
- Investigația lui Vladimir Jirinovski și a fiului său Igor Lebedev (politician), ambii sunt membri ai parlamentului[12]
- Investigația lui Viktor Hristenko și a soției sale Tatyana Golikova, ambii au fost în guvern[13]
- Investigația afacerilor lui Arkady Rotenberg și Boris Romanovich Rotenberg[14]
- Investigația lui Anton Drozdov, Fondul de pensii al Federației Ruse[15]

### 2015
- Ancheta procurorului general al Rusiei, Yury Chaika și a fiilor săi[16]
- Investigația lui Sergey Șoigu, ministrul apărării[17]
- Investigația lui Vladimir Yakunin și a fiului său (adăugare)[18]
- Investigația lui Mihail Kusnirovici
- Investigația lui Roman Abramovici
- Investigația lui Gennady Timchenko
- Investigația Lupilor Nopții (un club de motociclete sub patronajul lui Putin)
- Investigația lui Viacheslav Fetisov, membru al Consiliului Federației (Rusia), fost jucător de hochei pe gheață (completare)

### 2016
- Investigația lui Vyacheslav Volodin, Serghei Neverov și a altor membri ai partidului Rusia Unită
- Investigația generalului FSB chiar la frontieră
- Investigația lui Yevgeny Prigozhin, șeful brigăzilor web și trolilor de la Olgino (armata guvernamentală rusă de troli)
- Investigația soției lui Igor Sechin
- Investigația lui Nikolay Merkushkin, guvernatorul regiunii Samara
- Investigația lui Igor Șuvalov, primul viceprim-ministru al Rusiei
- Investigația lui Maxim Liksutov în cazul lui Sergei Magnitsky
- Investigația lui Viktor Zolotov, directorul Gărzii Naționale a Rusiei
- Investigația lui Dmitry Rogozin, viceprim-ministru al Rusiei, responsabil cu industria de apărare
- Investigația lui Aleksandr Sidyakin, membru al parlamentului
- Investigația lui Dmitri Medvedev, prim-ministrul rus

### 2017
- Investigația prim-ministrului rus Dmitri Medvedev

### 2018
- Investigația lui Serghei Prikhodko, primul șef adjunct al biroului guvernului rus

### 2019
- Investigația lui Andrey Metelsky, adjunctul Dumei orașului Moscova
- Investigația Lyudmila Stebenkova, adjunctul Dumei orașului Moscova
- Investigația lui Stepan Orlov, adjunctul Dumei orașului Moscova
- Investigația lui Kirill Shchitov, adjunctul Dumei orașului Moscova
- Investigația lui Alexei Shaposhnikov, președintele Dumei orașului Moscova
- Investigația lui Vladimir Platonov, fostul președinte al Dumei orașului Moscova
- Investigația Nataliei Sergunina, viceprimarul Moscovei
- Investigația lui Alexander Gorbenko, viceprimarul Moscovei
- Investigația lui Pyotr Biryukov, viceprimarul Moscovei
- Investigația lui Valentin Gorbunov, șeful MCEC
- Investigația lui Boris Ebzeev, membru al CEC
- Investigația lui Nikolay Bulaev, vicepreședintele CEC
- Investigația lui Anton Siluanov, ministrul rus de finanțe

### 2021
- Un Palat pentru Putin. Povestea celui mai Mare Jaf – investigația președintelui Vladimir Putin

## Echipa

### Actuala conducere
| Poziție                                        | Nume                |
| ---------------------------------------------- | ------------------- |
| Fondatorul FBK                                 | Aleksei Navalnîi    |
| Directorul FBK                                 | Ivan Zhdanov        |
| Manager executiv                               | Vladimir Ashurkov   |
| Secretar de presă                              | Kira Yarmysh        |
| Director de creație                            | Varvara Mikhaylova  |
| Producător de canale YouTube „Navalny Live”    | Lyubov Sobol        |
| Proiect anticorupție „RosPil”                  | Alexander Golovach  |
| Proiect anticorupție „RosYama”                 | Anatoly Kravchenko  |
| Șeful Departamentului de Investigatii          | Maria Pevchikh      |
| Șef adjunct al Departamentului de Investigații | Georgy Alburov      |
| Șef departament IT                             | Vladislav Romantsov |